# Station Lanaken
Station Lanaken was een spoorwegstation in de Limburgse gemeente Lanaken. Het lag aan spoorlijn 20, de spoorlijn tussen de Nederlandse stad Maastricht en de Belgische stad Hasselt.
Het station werd geopend op 1 oktober 1856 als deel van de lijn Hasselt-Maastricht.
Op 4 april 1954 werd het station voor reizigers gesloten en op 24 november 1992 werd ook de goederenkoer gesloten. Op 26 maart 2006 werd het station ernstig beschadigd door brand en als gevolg daarvan werd het in 2010 gesloopt.
Tussen 2012 en 2015 werd Lanaken af en toe door een goederentrein aangedaan, sinds heropening van de Lanaken terminal. Sinds 2015 is spoorlijn 20 echter definitief gesloten.
2,1: Munsterbilzen ·
6,1: Eigenbilzen ·
8,3: Gellik ·
10,6: Lanaken ·
38,1: Maastricht Boschpoort ·
36,0: Maastricht